# 布施屋駅
布施屋駅（ほしやえき）は、和歌山県和歌山市布施屋に所在する、西日本旅客鉄道（JR西日本）和歌山線の駅である。

## 歴史
- 1899年（明治32年）

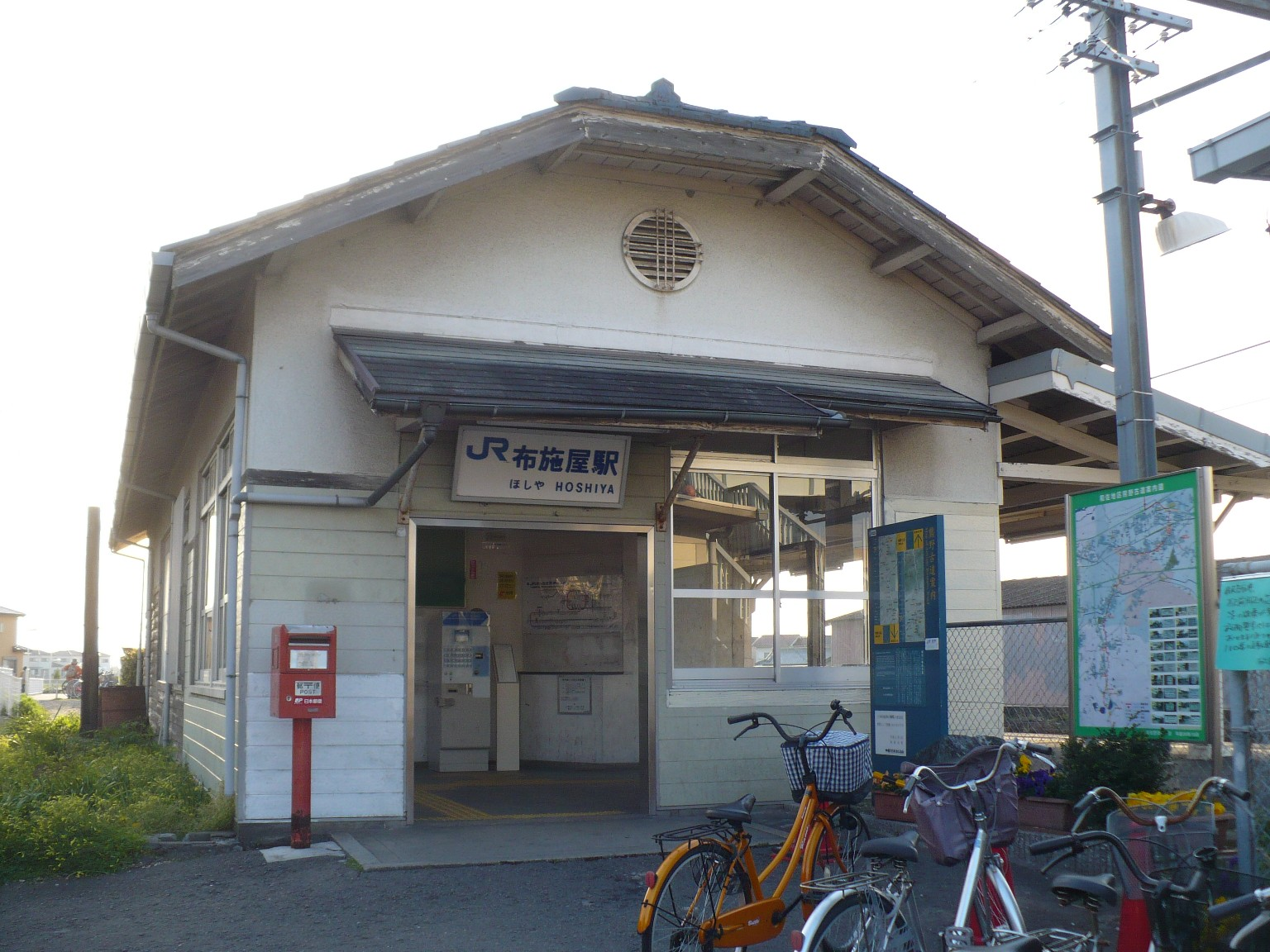
旧駅舎（2010年4月）

  - 5月3日：紀和鉄道の船戸駅 - 田井ノ瀬駅間に仮停車場として開業する[1]。
  - 10月1日：駅に昇格[1]する。
- 1904年（明治37年）8月27日：紀和鉄道の路線が関西鉄道に買収され、同社の駅となる[1]。
- 1907年（明治40年）10月1日：鉄道国有法により関西鉄道が国有化され、当駅も国有鉄道の駅となる[1]。
- 1909年（明治42年）10月12日：線路名称が制定されて和歌山線所属[1]とされる。
- 1968年（昭和43年）9月1日：貨物取扱廃止[2]。
- 1971年（昭和46年）4月26日：荷物扱い廃止[3]。無人駅となる[4]。
- 1987年（昭和62年）4月1日：国鉄分割民営化により、西日本旅客鉄道の駅となる[1]。
- 2020年（令和2年）
  - 3月14日：ICカード「ICOCA」が利用可能となる[5]。
  - 8月頃：旧駅舎が解体される。

## 駅構造

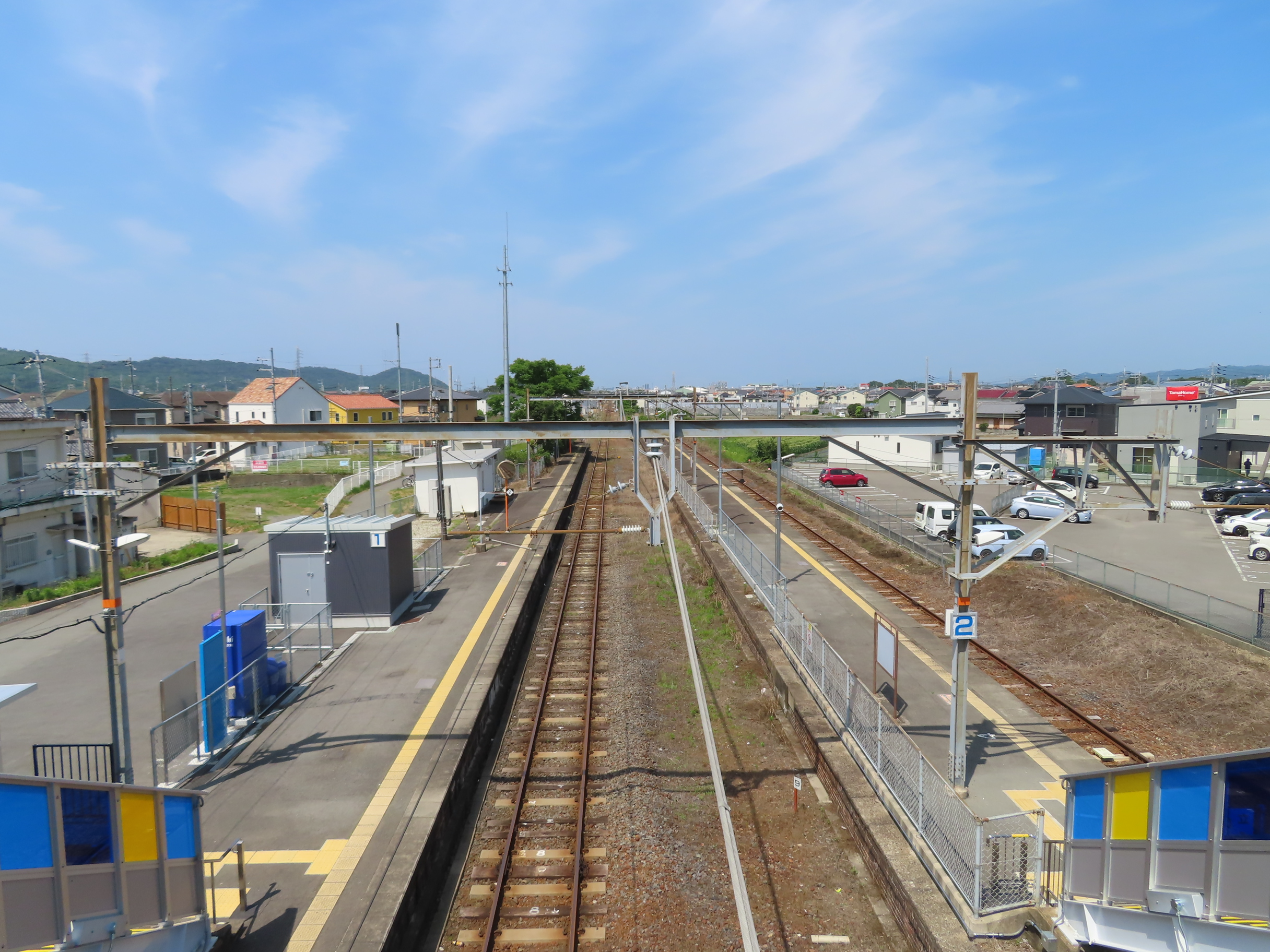
跨線橋から撮影したプラットホーム。左が1番のりば、右が2番のりば（2022年5月）

単式2面2線のホームを有する列車交換が可能な地上駅で、駅舎は下りホーム側に位置して上りホームへ無蓋跨線橋で連絡する。和歌山駅管理の無人駅で自動券売機が設置されている。2020年6月9日から待合室のみ使用され、便所も撤去された。
かつては単式・島式2面3線で上りホーム側が島式であったが、島式ホームの駅舎側は柵が設置されて線路も撤去された。王寺方・和歌山方ともに安全側線が設置されている。

### のりば
| のりば | 路線     | 方向 | 行先           |
| ------ | -------- | ---- | -------------- |
| 1      | 和歌山線 | 下り | 和歌山方面     |
| 2      | 和歌山線 | 上り | 粉河・橋本方面 |

※撤去された1線は、のりば番号の計上より外されている。

## 利用状況
近年の1日平均乗車人員は以下の通り。
| 年度   | 1日平均 乗車人員 |
| ------ | ---------------- |
| 1998年 | 435              |
| 1999年 | 439              |
| 2000年 | 411              |
| 2001年 | 408              |
| 2002年 | 363              |
| 2003年 | 357              |
| 2004年 | 334              |
| 2005年 | 329              |
| 2006年 | 333              |
| 2007年 | 340              |
| 2008年 | 346              |
| 2009年 | 335              |
| 2010年 | 335              |
| 2011年 | 337              |
| 2012年 | 349              |
| 2013年 | 350              |
| 2014年 | 338              |
| 2015年 | 351              |
| 2016年 | 358              |
| 2017年 | 364              |
| 2018年 | 361              |
| 2019年 | 353              |
| 2020年 | 307              |
| 2021年 | 311              |
| 2022年 | 327              |

## 駅周辺
田畑が多いが、マンションなどもある。
- 和歌山市立高積中学校
- JR貨物和歌山オフレールステーション
- 布施屋駅前公園

### タクシー路線
2018年（平成30年）秋、和歌山市によって下記の路線が実証運行された。
和歌山市デマンド型乗合タクシー 和佐地区
- 禰宜自治会館系統
  - 禰宜自治会館 行
- 下和佐自治会館系統
  - 下和佐自治会館 行

## 隣の駅
西日本旅客鉄道（JR西日本）
 和歌山線
■快速
通過
■普通
紀伊小倉駅 - 布施屋駅 - 千旦駅